# Husiná
Husiná este o comună slovacă, aflată în districtul Rimavská Sobota din regiunea Banská Bystrica. Localitatea se află la altitudinea de 241 m deasupra n.m., se întinde pe o suprafață de 19,65 km2 și în 2017 număra 562 de locuitori.

## Istoric
Localitatea Husiná este atestată documentar din 1322.

## Demografie
| An:                | 1994 | 2004    | 2014   | 2024 |
| ------------------ | ---- | ------- | ------ | ---- |
| Număr de persoane: | 453  | 505     | 545    | 545  |
| Diferență:         |      | +11,47% | +7,92% | +0%  |

| An:                | 2023 | 2024   |
| ------------------ | ---- | ------ |
| Număr de persoane: | 544  | 545    |
| Diferență:         |      | +0,18% |